# Lourdes Centeno
Lourdes Centeno Huerta (Madrid, 28 de noviembre de 1970) es una jurista española, que entre octubre de 2012 y octubre de 2016 fue vicepresidenta de la Comisión Nacional del Mercado de Valores (CNMV). Pertenece al Cuerpo de Abogados del Estado desde 1996.

## Biografía
Nació el 28 de noviembre de 1970 en Madrid. Se licenció en Derecho por la Universidad Pontificia Comillas en 1993, y en 1996 sacó una plaza en el Cuerpo de Abogados del Estado, formando parte de la promoción conocida como La Gloriosa. Ha ejercido como tal en el Ministerio de Asuntos Exteriores, en el Tribunal Económico Administrativo Central, en la Secretaría de Estado de Economía y en la Dirección General del Tesoro. Antes de asumir el cargo en la CNMV era secretaria general técnica del Ministerio de Economía y Competitividad.
El 6 de octubre de 2012 asumió el cargo de vicepresidenta de la CNMV, junto con Elvira Rodríguez, siendo la primera vez que el organismo es dirigido por dos mujeres. El 5 de noviembre de 2015 fue nombrada miembro del Comité Ejecutivo de la Autoridad Europea de Valores y Mercados (ESMA). Tras dejar su cargo, una vez expirado su mandato de cuatro años, fue nombrada asesora del organismo (cargo no retribuido), debido a que el gobierno se encontraba en funciones.
En febrero de 2017 fichó como socia en EY Abogados responsable de gobierno corporativo y derecho societario del área legal de la consultora.